# Alimodian
Alimodian è una municipalità di quarta classe delle Filippine, situata nella Provincia di Iloilo, nella Regione del Visayas Occidentale.
Alimodian è formata da 51 baranggay:
- Abang-abang
- Agsing
- Atabay
- Ba-ong
- Baguingin-Lanot
- Bagsakan
- Bagumbayan-Ilajas
- Balabago
- Ban-ag
- Bancal
- Binalud
- Bugang
- Buhay
- Bulod
- Cabacanan Proper
- Cabacanan Rizal
- Cagay

- Coline
- Coline-Dalag
- Cunsad
- Cuyad
- Dalid
- Dao
- Gines
- Ginomoy
- Ingwan
- Laylayan
- Lico
- Luan-luan
- Malamboy-Bondolan
- Malamhay
- Mambawi
- Manasa
- Manduyog

- Pajo
- Pianda-an Norte
- Pianda-an Sur
- Poblacion
- Punong
- Quinaspan
- Sinamay
- Sulong
- Taban-Manguining
- Tabug
- Tarug
- Tugaslon
- Ubodan
- Ugbo
- Ulay-Bugang
- Ulay-Hinablan
- Umingan